# Morotai
Morotai (tiếng Indonesia: Pulau Morotai) là một hòn đảo thuộc nhóm Halmahera tại quần đảo Maluku (Moluccas), phía đông của Indonesia. Đây là một trong những đảo cực bắc của Indonesia.
Morotai là một hòn đảo có địa hình gồ ghề và có nhiều rừng rậm và nằm tại phía bắc đảo Halmahera. Hòn đảo có diện tích khoảng 1.800 kilômét vuông (690 dặm vuông Anh), kéo dài 80 kilômét (50 mi) theo chiều bắc-nam và không lớn hơn 42 kilômét (26 mi) chiều rộng đông-tây. Đô thị lớn nhất trên đảo là Daruba, thuộc khu vực ven biển phía nam của đảo. Hầu hết các ngôi làng tại Morotai nằm tại ven biển; một tuyến đường trải nhựa kết nối các ngôi làng ở vùng ven biển phía đông bắt đầu từ Daruba và đi tới Berebere, đô thị chính tại vùng bờ biển phía đông của Morotai, cách 68 kilômét (42 mi) từ Daruba.